# Анта-де-Пендилье

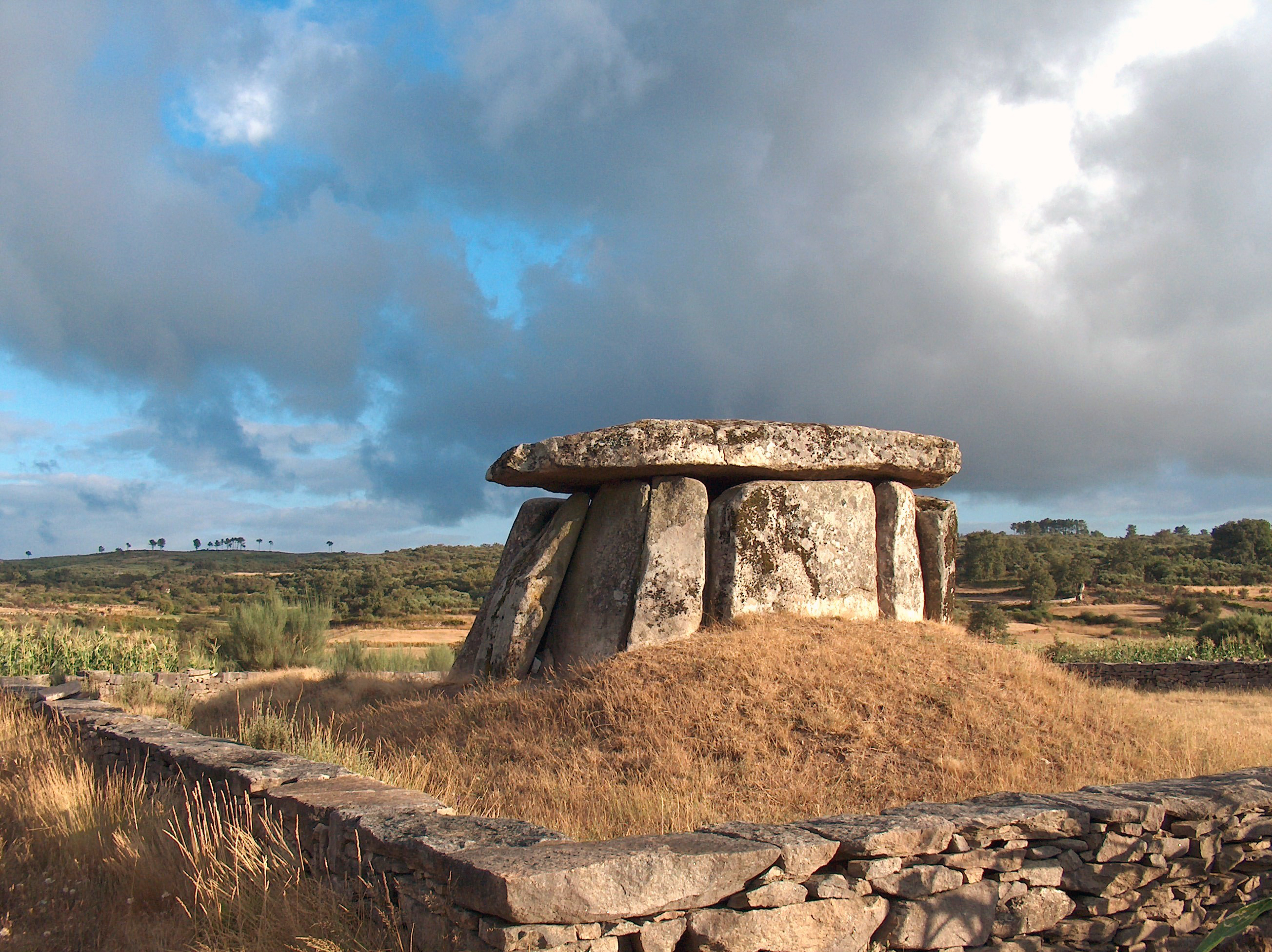
Анта-де-Пендилье

Анта-де-Пендилье (порт. Anta de Pendilhe) — дольмен в приходе Пендилье, муниципалитет Вила-Нова-де-Пайва, район Визеу, Португалия.
Дольмен состоит из коридора длиной около 4 метров, ведущий в погребальную камеру. Памятник был сооружён в конце IV тыс. до н. э. или в начале III тыс. до н. э.
Погребальная камера состоит из 9 камней, образующих многоугольник, и накрытых гранитной плитой.

## Галерея

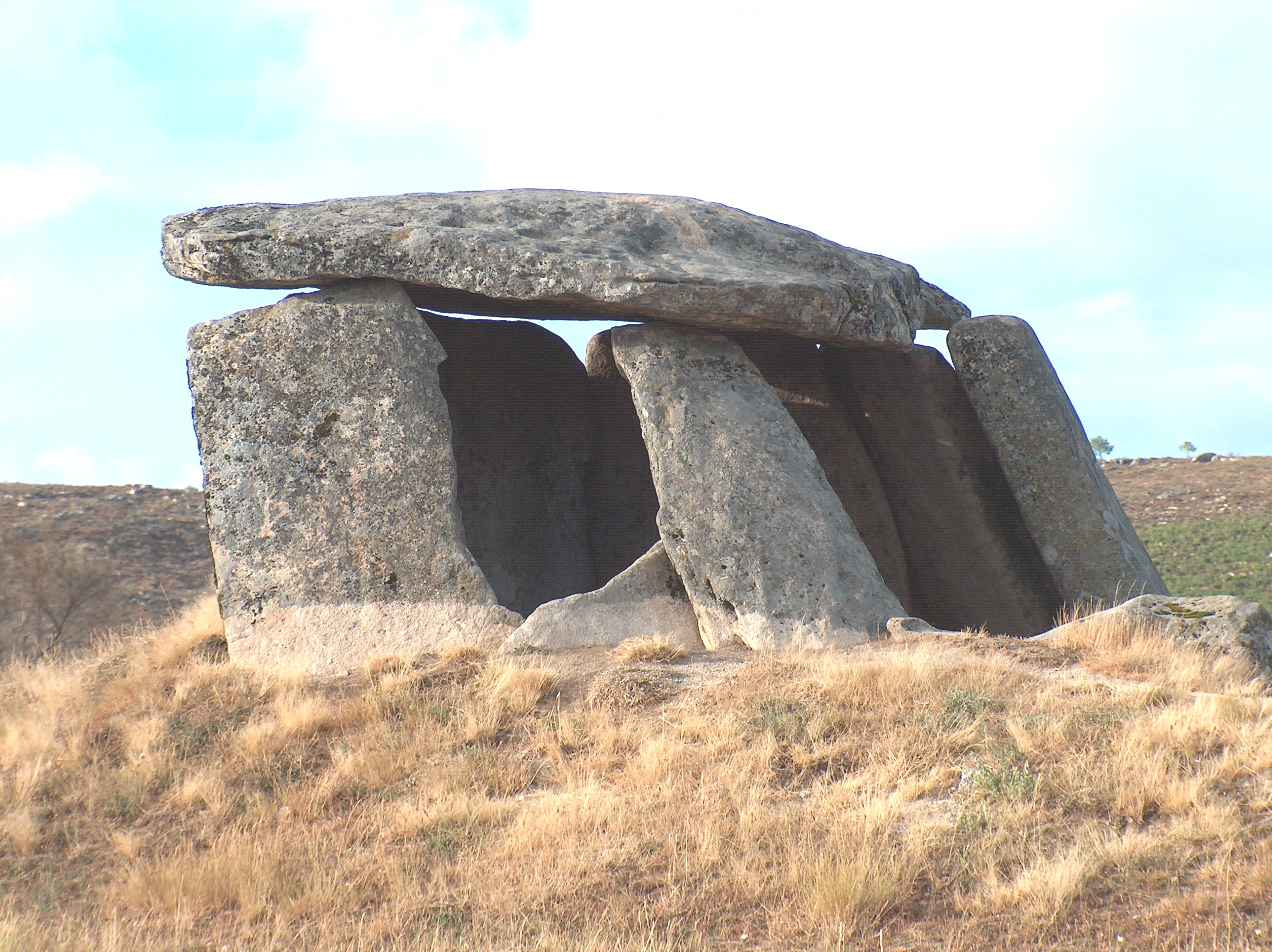
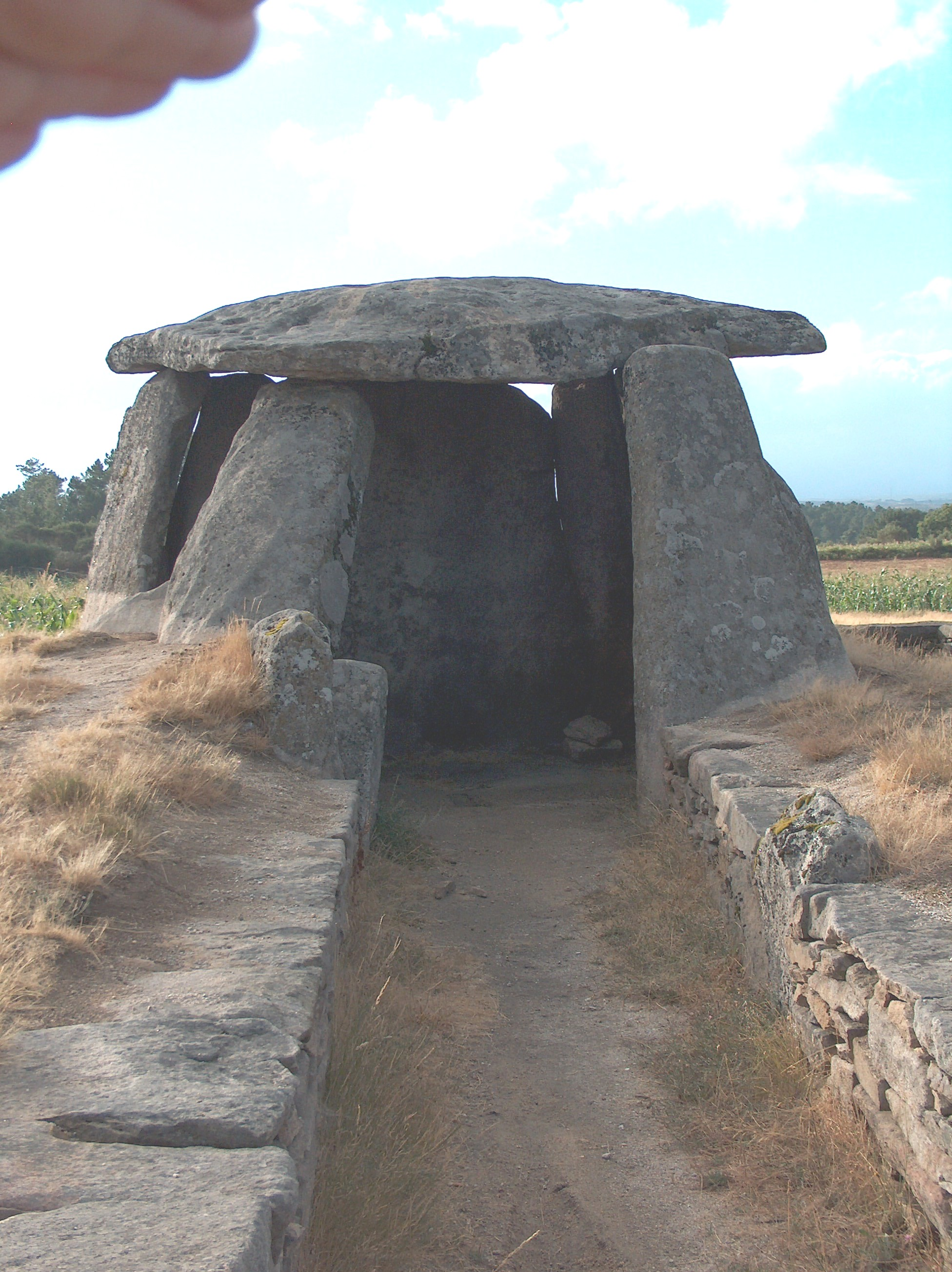
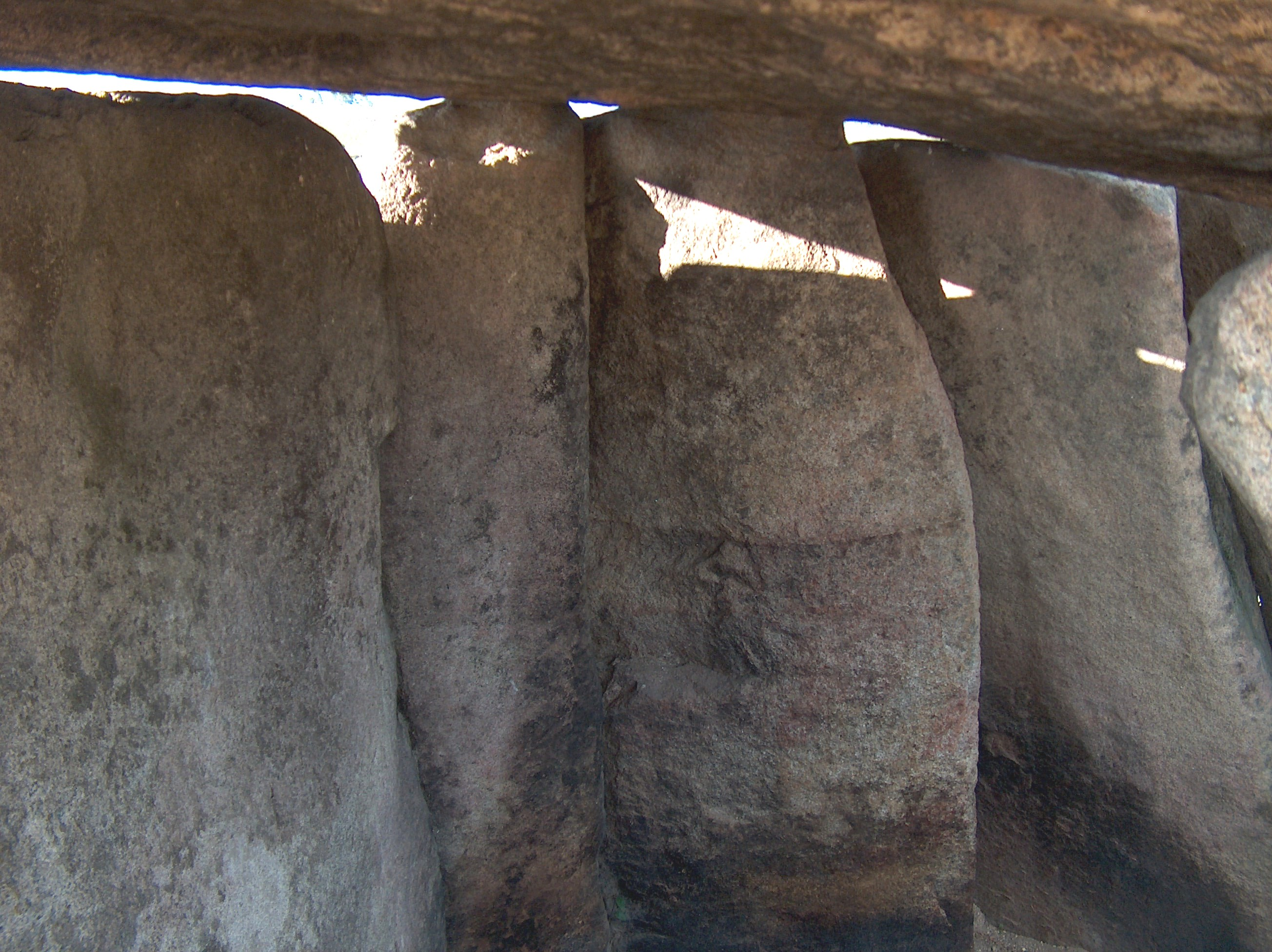
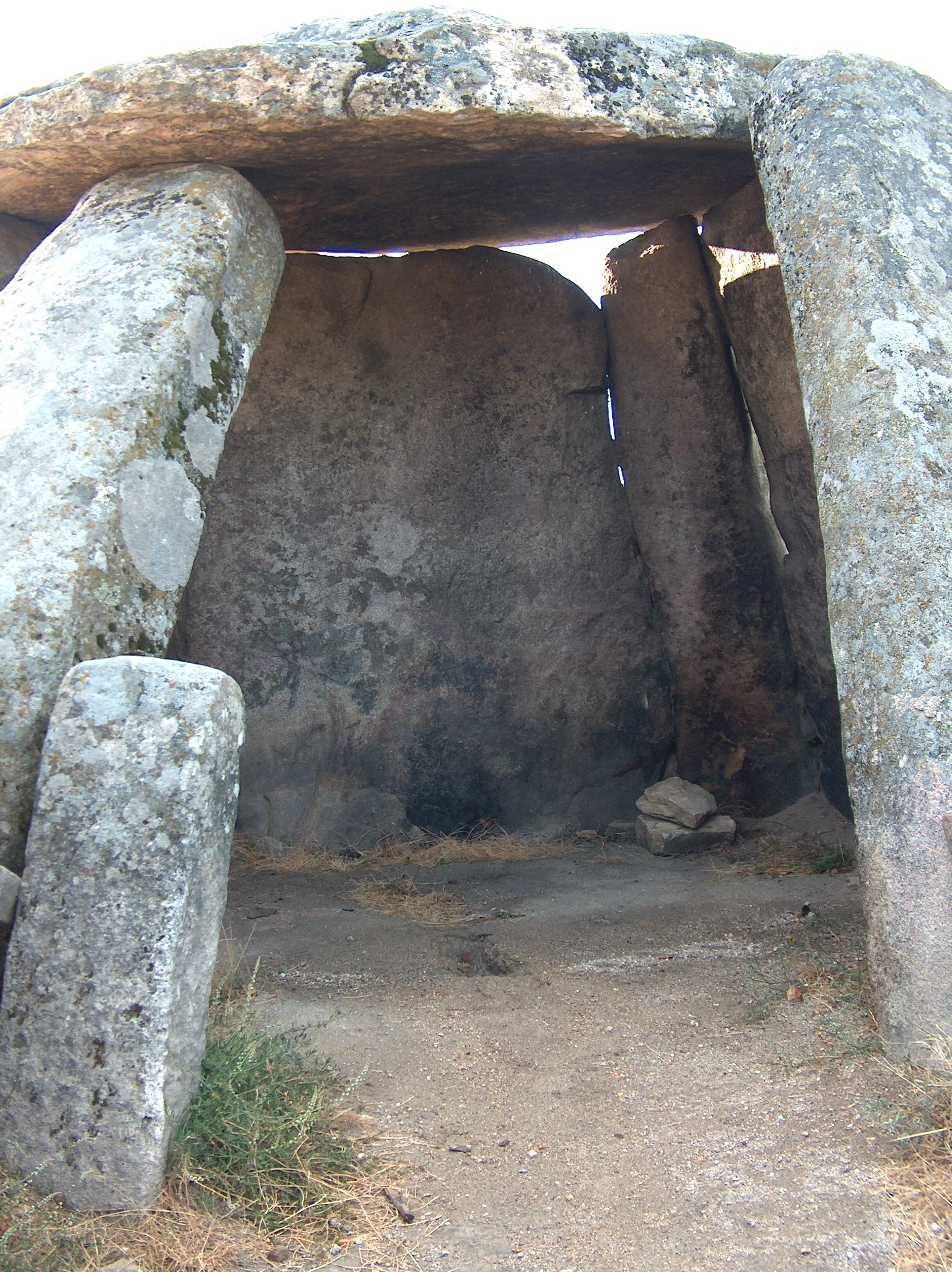